# 素性

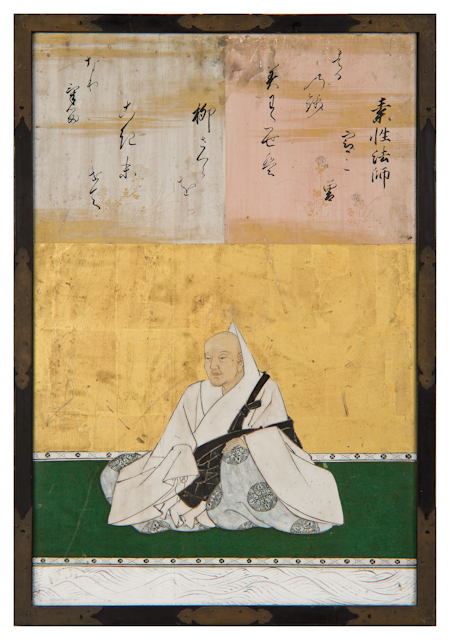
素性法師（狩野探幽『三十六歌仙額』）

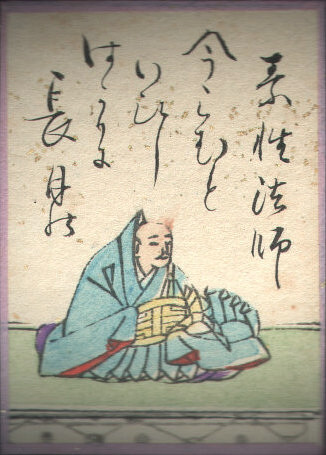
素性法師（百人一首より）

素性（そせい、生没年不詳）は、平安時代前期から中期にかけての歌人・僧侶。桓武天皇の曾孫。遍昭（良岑宗貞）の子。俗名は諸説あるが、一説に良岑玄利（よしみねのはるとし）。
三十六歌仙の一人。

## 経歴
素性は遍昭が在俗の際の子供で、兄の由性と共に出家させられたようである。素性は父の遍昭と共に宮廷に近い僧侶として和歌の道で活躍した。はじめ宮廷に出仕し、殿上人に進んだが、早くに出家した。仁明天皇の皇子常康親王が出家して雲林院を御所とした際、遍昭・素性親子は出入りを許可されていた。親王薨去後は、遍昭が雲林院の管理を任され、遍昭入寂後も素性は雲林院に住まい、同院は和歌・漢詩の会の催しの場として知られた。後に、大和の良因院に移った。宇多天皇の歌合にしばしば招かれ歌を詠んでいる。
没年は不明だが、延喜9年（909年）10月2日に醍醐天皇の前で屏風に歌を記しており、この時までは生存が確認される。
古今和歌集（36首）以下の勅撰和歌集に61首が入集し、定家の小倉百人一首にも採られる。家集に『素性集』（他撰）がある。

## 系譜
- 父：良岑宗貞（僧正遍昭）
- 兄：良岑弘延
- 兄：由性
- 弟：椋橋玄理

## 和歌
- 今来むと　いひしばかりに　長月の　有明の月を　待ち出でつるかな（百人一首）
  - 解釈　＝（まちぼうけした女性の立場で）「こんどすぐにあなたの寝所に参る」とあなたが言ったので、秋の夜に待ちぼうけして、とうとう明け方まで見えるという有り明けの月が出てくる時間になってしまった、この気持ちをどうしてくれるのか

- 底ひなき　淵やはさわぐ　山川の　浅き瀬にこそ　あだ波は立て（古今和歌集　巻十四  恋歌四）
  - 恋歌としての解釈　＝（別の女性との浮名を咎められて詠んだ）あなたへの深い愛情は動じることが無い　浮ついた一時の気持ちであれば噂も立つであろうが
  - 人事一般の解釈　＝　立派な人物は物事に動じることが無いが、軽薄な人物こそ喚き立てるものだ